# マロン典礼カトリック教会

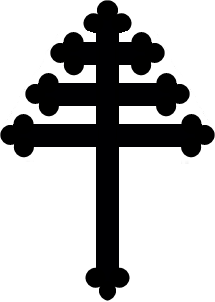
マロン派で使われるマロナイト十字

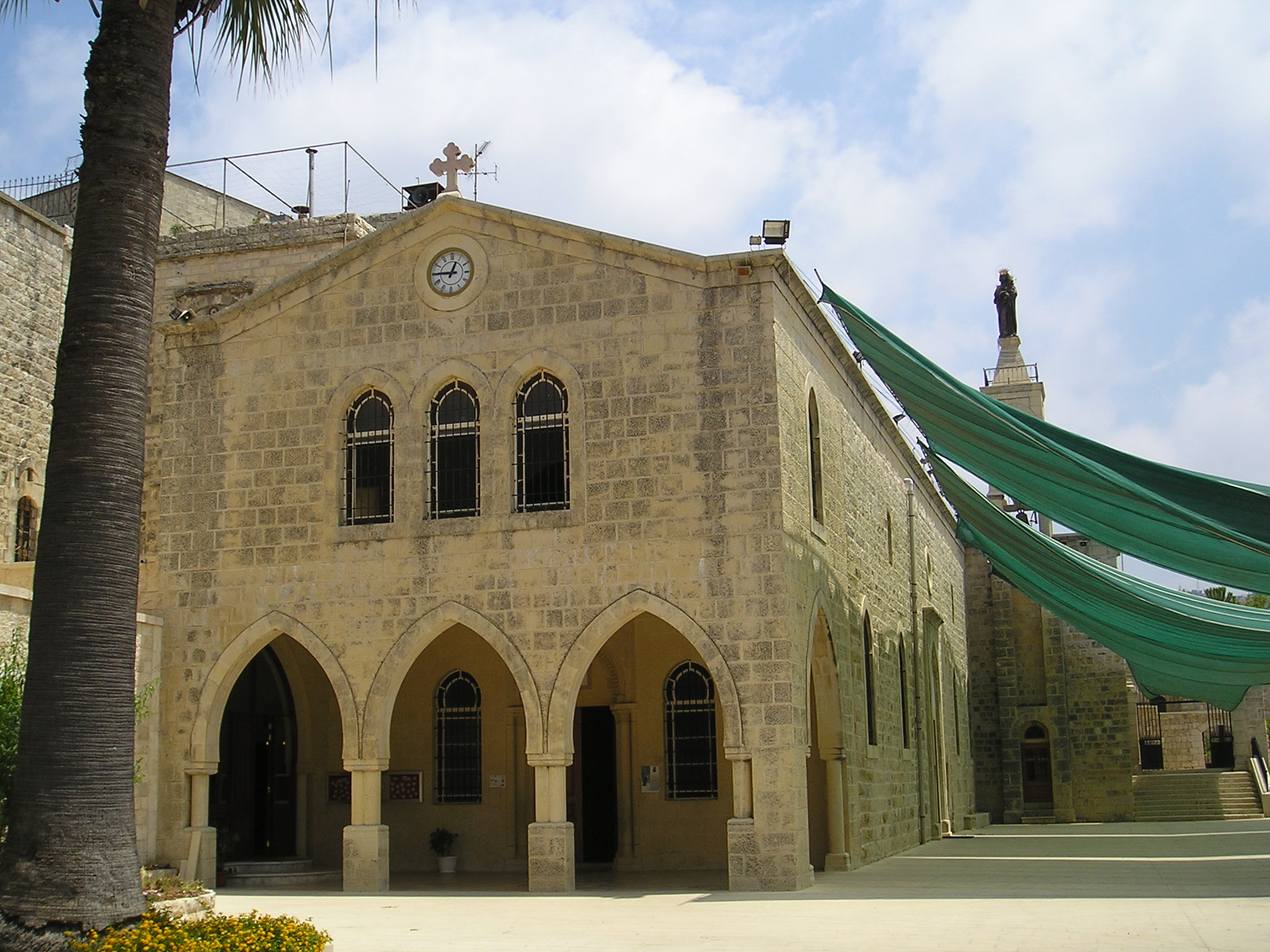
レバノンのデイル・エル・カマールにあるマロン典礼カトリック教会の聖堂

マロン典礼カトリック教会（マロンてんれいカトリックきょうかい、英語: Maronite Church、フランス語: Église maronite、アラビア語: الكنيسة المارونية）は、レバノンを中心に信者を擁するアンティオキア派の伝統に属するキリスト教東方典礼カトリック教会の一派。マロン派（まろんは）とも呼ばれる。マロンーアンティオキア総大司教の司教座は、レバノンのブケルケに置かれている。名前の由来は、4 - 5世紀のアンティオキアで活動した聖マールーン（聖マロン、en:Maron）に由来するといわれる。レバノン国内では人口のおよそ3割程度を占め、古くから重要な政治ポストを占める最大宗派であり、大統領がマロン派から選出される慣行を持つなど、国内外の政治・経済両面において大きな影響力を持つ。また、その歴史的経緯などから、同じカトリックが多数派であるフランスとは緊密な関係にある。

## 概要

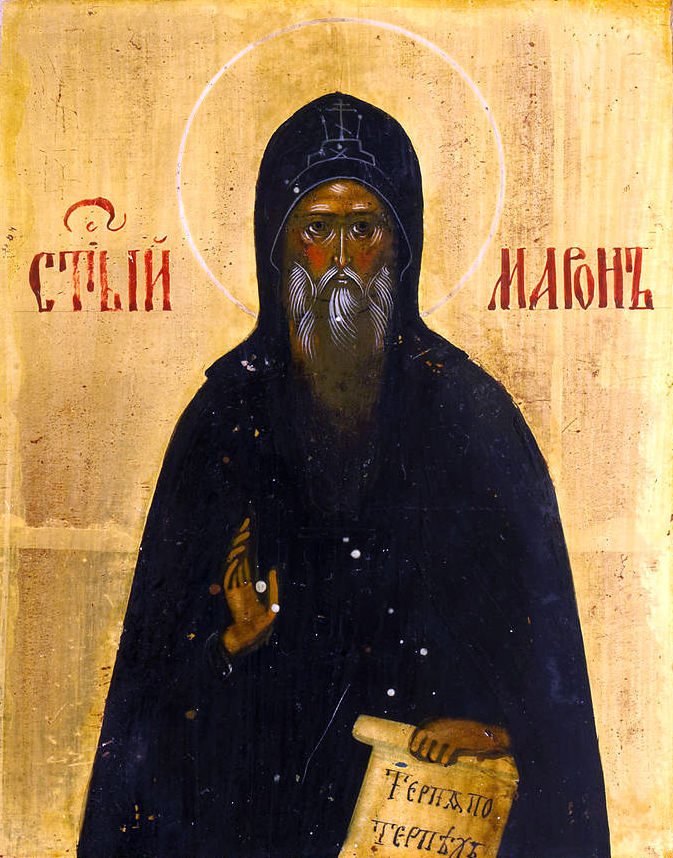
アンティオキアの聖マールーン（聖マロン）

マロン派は聖マロンが創始した当初は教義上単意論を採用し、正教会ならびにローマ・カトリック教会とは離れていた（ちなみに東西教会の分裂はマロン派発生当時はまだ起こっていなかった）。
聖マロンが死んだ時、その遺体を巡って信者間で争いがあった。マロン派の歴史は、キリスト教他宗派やイスラム教などとの戦いに彩られている。
その後、十字軍時代にカトリック教会との接触を機にマロン派とカトリック教会双方から再合同の交渉が行われ、1180年にカトリックに帰属し、教義もカトリックと同一となった。一方でマロン派は独自の典礼を保持し、教会用語や祈祷書には古シリア語やアラビア語が用いられている。現代ではローマ教皇と一致して教義・組織はカトリック教会に属しながらも、独自の組織や典礼の伝統を維持する東方典礼カトリック教会の一つになっている。2012年10月には、マロン典礼カトリック教会の最高指導者であるベカラ・ブートロス・ライ総大司教がカトリックの枢機卿に任命された。
レバノン国内におけるマロン典礼カトリック教会（マロン派）とギリシャ正教、アルメニア正教会およびシリア正教会コミュニティとの関係については、同じキリスト教徒でありながら、常に緊密な関係同士であるとは限らず、例えばアルメニア正教徒はレバノン内戦において基本的に中立を保つ一方、左派が多いギリシャ正教徒は、しばしばマロン派と対立する関係にあった。レバノン内戦においては増加するイスラム教徒と対立し、イスラエル軍侵攻下の1982年、同派の民兵組織ファランヘ党が、「パレスチナ難民」に対する大量虐殺を行い国際的非難を浴びた（サブラー・シャティーラ事件）。
マロン典礼カトリック教会の信者はレバノンの他にシリア、キプロス、イスラエル（レバノン内戦による避難民も含む）、ヨーロッパ、アメリカ合衆国、カナダ、南米に分布。彼らはアラブと欧米における言語や商慣行を知る事から、有力なレバノン商人を輩出してきた。レバノンにおける政治バランスの悪化により、多くのマロン派住民と資産が内戦終結後に海外に再流出しているとされる。移民先の各地で政治的、経済的な成功を収めたり、ビジネスでも幅広く活躍する者も多い。日本では、日産自動車の再建に辣腕を振るったカルロス・ゴーンが有名である。
レバノンにおいては、芸術、芸能、メディア方面に人材を輩出しており、女性キャスターや歌手の多くはマロン派信者である。レバノンの大統領はマロン派から選出されるのが慣例となっている。

## 著名人の信徒
- カルロス・ゴーン（前日産自動車ルノー会長兼最高経営責任者 (CEO) 、ルノー傘下の日産自動車のCEOもかつて兼任）
- ミシェル・アウン（レバノン大統領）
- カルロス・スリム（父がレバノン生まれ。メキシコで巨万の富を築き、米経済誌フォーブスの発表した2008年版の世界長者番付では、ビル・ゲイツを抜き資産時価総額が2位であった）
- ハリール・ジブラーン（レバノン生まれ、米国で活躍した詩人、画家）
- レイモンド・ラフッド（アメリカ運輸長官）
- ミシェル・テメル (ブラジル連邦共和国大統領)